# San José del Alamito
San José del Alamito är en ort i Mexiko.   Den ligger i kommunen Fresnillo och delstaten Zacatecas, i den centrala delen av landet, 600 km nordväst om huvudstaden Mexico City. San José del Alamito ligger 2 144 meter över havet och antalet invånare är 649.
Terrängen runt San José del Alamito är kuperad åt sydost, men åt nordväst är den platt. Runt San José del Alamito är det ganska glesbefolkat, med 38 invånare per kvadratkilometer. Närmaste större samhälle är Fresnillo, 17,9 km öster om San José del Alamito. Omgivningarna runt San José del Alamito är i huvudsak ett öppet busklandskap.